# Hugo I Henckel von Donnersmarck
Hugo I Henckel von Donnersmarck, właściwie Hugo I Karol Antoni Łazarz Henckel von Donnersmarck (ur. 26 kwietnia 1811 w Siemianowicach, obecnie Siemianowicach Śląskich, zm. 4 października 1890 w Wiedniu) – baron i hrabia cesarstwa, tytularny pan Bytomia, niemiecko-austriacki przemysłowiec z Górnego Śląska.

## Rodzice
Urodził się 26 kwietnia 1811 r. w Siemianowicach Śląskich i był jedynym synem Karola oraz Eugenii Wengersky von Ungarschütz. Gdy zginął ojciec miał zaledwie 2 lata. Opiekę nad nim przejął stryj Łazarz Jan Nepomuk oraz matka Eugenia.

## Życie i działalność
W 1827 r. wydali oni w imieniu Hugona zarządzenie, ograniczające zasięg ustaw znoszących zależność chłopów od pana oraz pańszczyznę. Łączna powierzchnia jego górnośląskich majątków wynosiła ok. 14,5 tys. ha. Inwestując w produkcję rolną kupował nowoczesny sprzęt, nawozy sztuczne, sprowadzał bardziej wydajne odmiany ziemniaków, szlachetniejsze gatunki drzew owocowych. Budował nowe stajnie, obory, chlewnie.

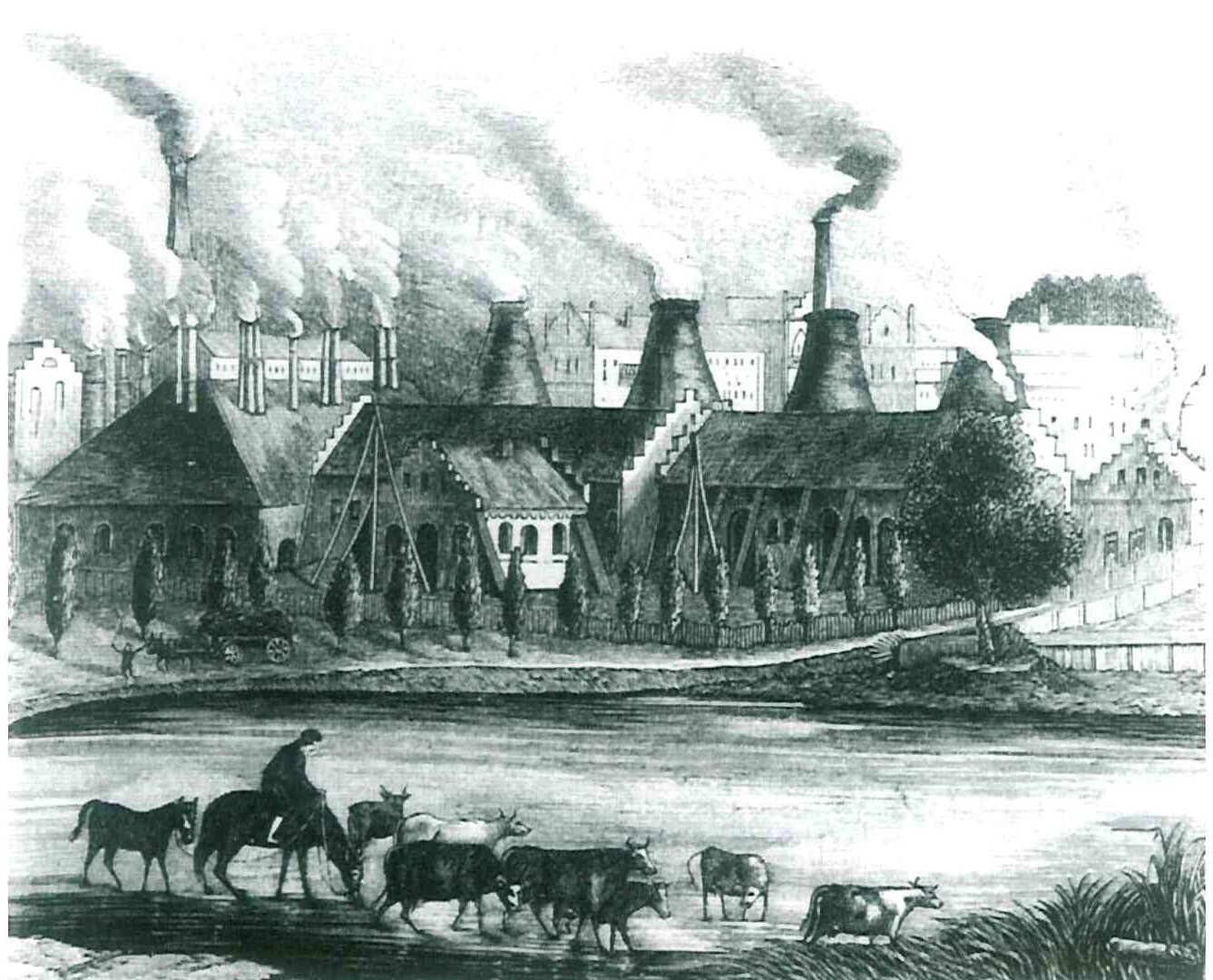
Laurahütte (1840)

Podstawą fortuny Hugona von Donnersmarcka był przemysł. Z jego działalnością wiąże się istnienie kopalni „Hugo-Zwang” koło Kochłowic oraz huty „Antonina” (niem. Antonienhütte) koło Wirku. W okolicach Siemianowic Śląskich działała kopalnia „Szczęście Eugenii” połączona później z innymi szybami w okolicy w jeden zakład (kopalnia „Siemianowice”). Z jego inicjatywy wybudowano w latach 1836–1839 hutę „Laura” (Laurahütte). W 1871 r., przy wsparciu banku Bleichroedera, powołał do życia spółkę akcyjną z kapitałem sześciu milionów talarów, pod nazwą „Zjednoczone Huty Królewska i Laura” z siedzibą w Berlinie, w której objął 23 tys. akcji (z 30 tys.) o wartości 4,6 mln talarów. Spółka przejęła kupioną rok wcześniej hutę „Królewską” oraz hutę „Laura”. Spółka wybudowała także hutę „Katarzyna” w Sosnowcu oraz wydzierżawiła hutę „Blachownia” k. Częstochowy. Jego własnością była huta „Hugo” w Sowicach koło Tarnowskich Gór, kopalnia „Radzionków” na północ od Bytomia, wapienniki w Nakle Śląskim oraz złoża rudy w Bibieli koło Miasteczka Śląskiego. Posiadał także zakłady przemysłowe w Karyntii (Austria). W 1890 r. jego przedsiębiorstwa zatrudniały prawie 50 tys. robotników, zaś wartość wytwarzanej produkcji szacowano na ok. 61 milionów marek rocznie.
Przyczynił się do budowy kilkunastu nowych szkół. Robotnikom w kolonii Wanda oferował mieszkania trzyizbowe (inni jedno- lub dwuizbowe). Założył w 1853 r. Kasę Emerytalną (wyprzedził o ponad 20 lat ustawodawstwo socjalne kanclerza Bismarcka). W 1884 r. razem z Schaffgotschami zadeklarował, że przyjmie do pracy każdego, kto sprzeciwiał się polityce Kulturkampfu. Sfinansował częściowo lub w całości budowę nowych kościołów w: Piekarach Śląskich, Radzionkowie, Siemianowicach, Halembie, Nowym Bytomiu oraz w Bytomiu (nowy kościół pw. Św. Trójcy).

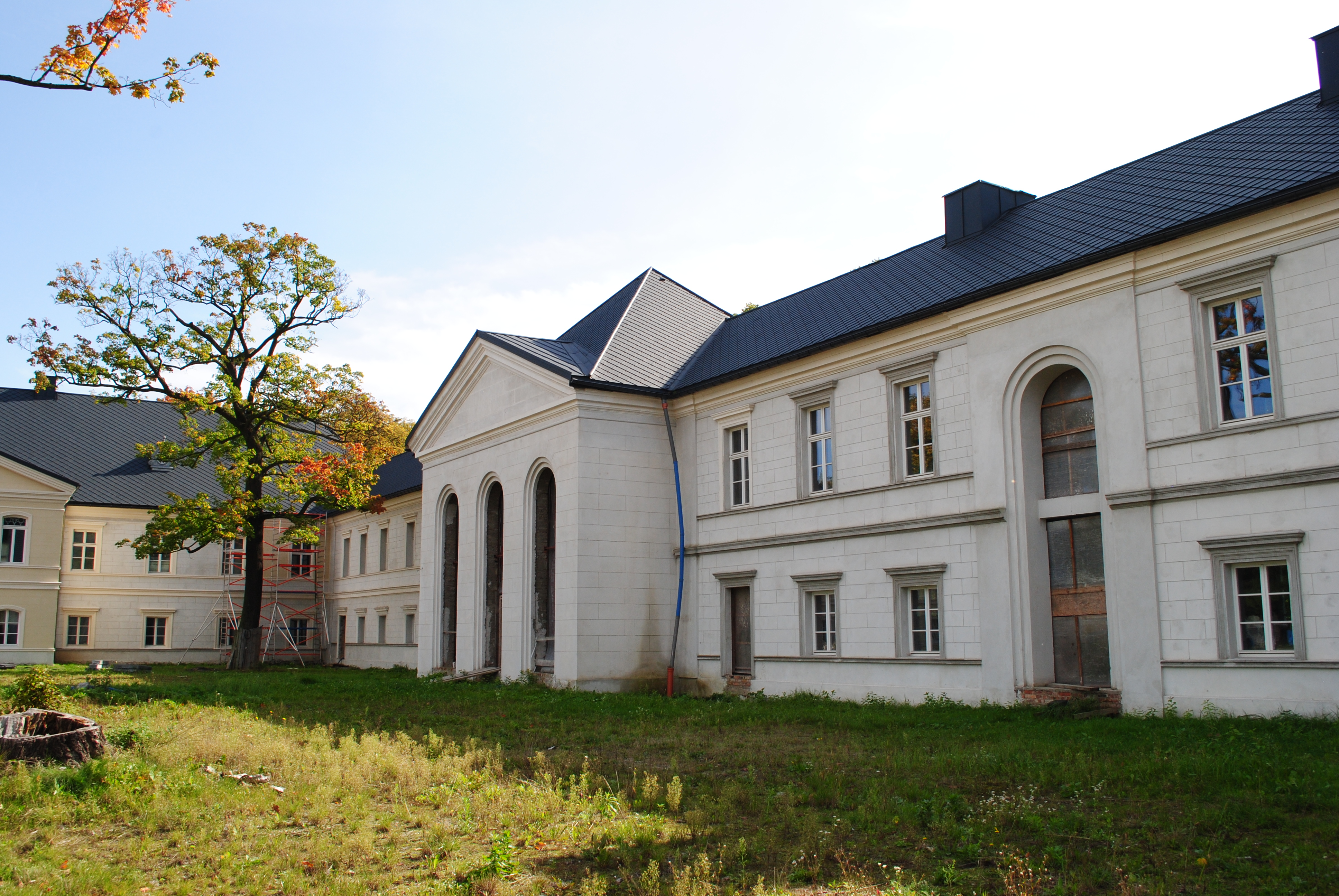
Pałac Donnersmarcków w Siemianowicach Śląskich

Główną rezydencją był pałac w Siemianowicach (prawdopodobnie rozbudowany przez K. F. Schinkla). Później osiadł w karynckim zamku Wolfsberg, kupionym w 1846 r. Był jednym z najbogatszych ludzi swej epoki. Zyski z pozostawionego przez niego majątku osiągały w latach 1908–1917 sumę ok. 5,6 miliona marek niemieckich. Właściciel prawie czterdziestu majątków ziemskich, m.in. w Chorzowie (obecnie Chorzów Stary) oraz licznych, monumentalnych pałaców. Posiadał zbiory dzieł sztuki, zbroi rycerskich i dawnej broni. Miłośnik koni, wystawnych uczt oraz polowań.
Za działalność społeczną i polityczną został odznaczony papieskim Wielkim Krzyżem Orderu Św. Grzegorza Wielkiego, austriackim Wielkim Krzyżem Orderu Franciszka Józefa oraz pruskim Orderem Korony II Klasy i Orderem Orła Czerwonego II Klasy ze wstęgą.

## Rodzina
Był dwukrotnie żonaty. Po raz pierwszy z hrabianką Laurą von Hardenberg (1812–1857), drugi raz z Laurą von Kaszony (1836–1905). Dzieci miał tylko z pierwszą żoną. Zmarł w Wiedniu 4 października 1890 r. Został pochowany w rodzinnym mauzoleum w Wolfsbergu, obok żony Laury.
- Dzieci: Hugo II (1832–1908), Łazarz IV (1835–1914), Artur (1836–1921), Laura (1838–1931, żona hr. Hipolita Renarda, a następnie hr. Artura Saurma von der Jeltsch-Lorzendorf), Alfons (1840–1856)

## Najważniejsza literatura
- Hugo Reichsgraf Henckel Freiherr von Donnersmarck und die Geschichte seines Hauses, Wien (b.r.w.).
- A. Perlick, Henckel von Donnersmarck Hugo, w: Neue Deuitsche Biographie, Bd 8, Berlin 1969, s. 517
- Henckel von Donnersmarck Hugo, w: Österreichisches Biographisches Lexicon 1815-1950, Bd II, Graz-Köln 1959.
- A. Kuzio-Podrucki, Henckel von Donnersmarckowie. Kariera i fortuna rodu, Bytom 2003, ISBN 83-86293-41-1.
- Zdzisław Janeczek, biogram w: Chorzowski Słownik Biograficzny, wyd. Muzeum w Chorzowie, Chorzów 2007 (s.138-142)